# Associazione Calcio Lanciano 1981-1982
Questa pagina raccoglie le informazioni riguardanti l'Associazione Calcio Lanciano nelle competizioni ufficiali della stagione 1981-1982.

## Rosa
| N. |                   | Ruolo | Calciatore          |
| -- | ----------------- | ----- | ------------------- |
|    | Italia (bandiera) | A     | Giuseppe Brunazzi   |
|    | Italia (bandiera) | A     | Fabio Cancellier    |
|    | Italia (bandiera) | C     | Pio Cassano         |
|    | Italia (bandiera) | A     | Walter Chiarella    |
|    | Italia (bandiera) | C     | Marcello Di Camillo |
|    | Italia (bandiera) | P     | Romano Di Crisci    |
|    | Italia (bandiera) | C     | Pietro D'Orazio     |
|    | Italia (bandiera) | A     | Alessandro Geniola  |
|    | Italia (bandiera) | A     | Vasco Guerra        |
|    | Italia (bandiera) | A     | Franco La Farciola  |
|    | Italia (bandiera) | D     | Marcello Marfisi    |

| N. |                   | Ruolo | Calciatore             |
| -- | ----------------- | ----- | ---------------------- |
|    | Italia (bandiera) | C     | Giacomo Masciantonio   |
|    | Italia (bandiera) | A     | Mario Menna            |
|    | Italia (bandiera) | D     | Giovanni Mininni       |
|    | Italia (bandiera) | P     | Franco Orlando         |
|    | Italia (bandiera) | D     | Fabrizo Paolini        |
|    | Italia (bandiera) | C     | Gabriele Pasquini (II) |
|    | Italia (bandiera) | C     | Gianni Pasquini (I)    |
|    | Italia (bandiera) | D     | Vittorio Pocorobba     |
|    | Italia (bandiera) | D     | Marco Toppeta          |
|    | Italia (bandiera) | D     | Massimo Vecchiotti     |
|    | Italia (bandiera) | C     | Nicola Verde           |

## Risultati

### Campionato

#### Girone di andata
| 20 settembre 1981 1ª giornata | Lanciano | 1 – 0 | Mestre |  |

| 27 settembre 1981 2ª giornata | Conegliano | 2 – 0 | Lanciano |  |

| 4 ottobre 1981 3ª giornata | Lanciano | 0 – 0 | Monselice |  |

| 11 ottobre 1981 4ª giornata | Anconitana | 1 – 1 | Lanciano |  |

| 18 ottobre 1981 5ª giornata | Avezzano | 1 – 0 | Lanciano |  |

| 25 ottobre 1981 6ª giornata | Lanciano | 1 – 1 | Pordenone |  |

| 1º novembre 1981 7ª giornata | Maceratese | 0 – 0 | Lanciano |  |

| 8 novembre 1981 8ª giornata | Lanciano | 1 – 0 | Montebelluna |  |

| 15 novembre 1981 9ª giornata | Chieti | 2 – 2 | Lanciano |  |

| 22 novembre 1981 10ª giornata | Lanciano | 1 – 0 | L'Aquila |  |

| 29 novembre 1981 11ª giornata | Vigor Senigallia | 0 – 0 | Lanciano |  |

| 6 dicembre 1981 12ª giornata | Teramo | 1 – 1 | Lanciano |  |

| 13 dicembre 1981 13ª giornata | Lanciano | 1 – 0 | Mira |  |

| 20 dicembre 1981 14ª giornata | Venezia | 1 – 1 | Lanciano |  |

| 3 gennaio 1982 15ª giornata | Lanciano | 0 – 0 | Cattolica |  |

| 10 gennaio 1982 16ª giornata | Jesi | 1 – 0 | Lanciano |  |

| 17 gennaio 1982 17ª giornata | Lanciano | 0 – 0 | Osimana |  |

#### Girone di ritorno
| 24 gennaio 1982 18ª giornata | Mestre | 1 – 0 | Lanciano |  |

| 31 gennaio 1982 19ª giornata | Lanciano | 2 – 1 | Conegliano |  |

| 7 febbraio 1982 20ª giornata | Monselice | 1 – 0 | Lanciano |  |

| 14 febbraio 1982 21ª giornata | Lanciano | 1 – 1 | Anconitana |  |

| 21 febbraio 1982 22ª giornata | Lanciano | 1 – 1 | Avezzano |  |

| 28 febbraio 1982 23ª giornata | Pordenone | 2 – 0 | Lanciano |  |

| 7 marzo 1982 24ª giornata | Lanciano | 0 – 1 | Maceratese |  |

| 21 marzo 1982 25ª giornata | Montebelluna | 1 – 2 | Lanciano |  |

| 28 marzo 1982 26ª giornata | Lanciano | 0 – 0 | Chieti |  |

| 4 aprile 1982 27ª giornata | L'Aquila | 2 – 1 | Lanciano |  |

| 18 aprile 1982 28ª giornata | Lanciano | 1 – 0 | Vigor Senigallia |  |

| 25 aprile 1982 29ª giornata | Lanciano | 1 – 1 | Teramo |  |

| 2 maggio 1982 30ª giornata | Mira | 3 – 0 | Lanciano |  |

| 9 maggio 1982 31ª giornata | Lanciano | 1 – 0 | Venezia |  |

| 16 maggio 1982 32ª giornata | Cattolica | 1 – 0 | Lanciano |  |

| 23 maggio 1982 33ª giornata | Lanciano | 2 – 0 | Jesi |  |

| 30 maggio 1982 34ª giornata | Osimana | 0 – 3 | Lanciano |  |